# Mantenópolis (kommun)
Mantenópolis är en kommun i Brasilien.   Den ligger i delstaten Espírito Santo, i den sydöstra delen av landet, 800 km öster om huvudstaden Brasília. Antalet invånare är 13 600.
Följande samhällen finns i Mantenópolis:
- Mantenópolis

Omgivningarna runt Mantenópolis är huvudsakligen savann. Runt Mantenópolis är det glesbefolkat, med 18 invånare per kvadratkilometer.